# Анатолій (патріарх Константинопольський)
Анатолій — патріарх Константинопольський в 449–458 рр., автор ряду стихир. Шанується в лику святих, пам'ять в Православній церкві святкується 3 липня (за новоюліанським календарем).

## Біографія
Анатолій народився в другій половині IV ст. в місті Александрії в ті часи, коли представники шанованих родин Візантії нерідко присвячували життя служінню Церкві Христовій.
Отець церкви Кирило Александрійський особисто висвятив майбутнього патріарха в сан диякона. Анатолій брав участь у  соборі 449 року в місті Ефесі або розбійницькому соборі. Після того як на соборі був позбавлений влади з низкою кричущих порушень Патріарх Константинопольський Флавіан, вибори нового патріарха зайшли в глухий кут, бо сторони ніяк не могли прийти до консенсусу. Щоб якось вийти з положення, що утворилось, було прийнято рішення обрати нового Патріарха зі священнослужителів, які жили за межами столиці Візантійської імперії. В ході дебатів вибір припав на Анатолія, рукопложення якого незабаром зробив сам Папа і Патріарх великого граду Олександрії, Лівії, Пентаполя, Ефіопії, всього Єгипту і всієї Африки Діоскор I. Останній, який схилявся до монофізитства, був упевнений, що йому вдасться схилити на свою сторону і нового християнського лідера Царгорода, але Діоскор прорахувався: все своє життя Анатолій Константинопольський залишався вірним канонам православної церкви.
У 451 році патріарх Константинопольський брав участь в Халкидонському соборі, а в 458 році головував на Помісному соборі в Константинополі. Обидва ці собори скасовували рішення Діоскора I, які вели конфесію до монофізитства. Цим вони викликали роздратування у Діоскора. Однак це були лише перші кроки Анатолія. Він і далі продовжував служити своїй вірі, і тим дуже сильно підняв авторитет Константинопольської кафедри.
Патріарх Константинопольський Анатолій всіляко сприяв зведенню нових православних храмів, а також перенесення в Константинополь мощей християнських мучеників. Також він склав Стихири до свята Успіння.
7 лютого 457 року на трон зійшов Лев I Макелла. Анатолій особисто коронував нового імператора, і це стало першим випадком коронації патріархом правителя у Східній Римській імперії.
Патріарх Анатолій помер 3 липня 458 року в місті Константинополі.